# Час пик (газета, Украина)
«Час пик» — бывший всеукраинский русскоязычный еженедельник, издававшийся в Одессе с 1995 по 2012 год. Имел объём в 16 полос и тираж в 8000 экземпляров. С 2001 года газета имела и электронную версию; в ряде своих публикаций издание критически высказывалось об украинском языке, «ассоциируя его с фашизмом и антисемитизмом». Главный редактор — Муравенко Александр Васильевич (ум. 2012).

## Рубрики
- «Первая полоса» — статьи, имеющие на момент публикации первостепенное значение.
- «Актуально» — материалы на наиболее актуальную тематику.
- «Трибуна» — выступления известных людей.
- «История и мифы» — публикации на исторические темы.
- «Почтовый ящик» — обратная связь с читателем.
- «Стоп-кадр» — материалы с большим количеством иллюстраций.
- «Объектив» — подборка наиболее значимых событий, произошедших в стране и мире за неделю.
- «Глубинка» — материалы из глубинки.